# Nature Energy
NGF Nature Energy Biogas A/S eller blot Nature Energy med hjemsted i Odense er et energiselskab som producerer biogas på flere anlæg i Danmark. Det blev i 2022 købt af Shell for 14 mia. kr. - på det tidspunkt den næststørste handel nogensinde i den danske energisektor. På tidspunktet for købet var virksomheden den største producent af biogas i Europa. 
Virksomheden har i 2025 ca. 550 ansatte.

## Historie

### Naturgasselskab
Nature Energy blev stiftet i 1979 med navnet Naturgas Fyn af et antal fynske kommuner. I starten solgte selskabet naturgas til kunder på Fyn. Senere gik selskabet også ind på elmarkedet, hvilket førte til store underskud i 2000'erne.
Man udvidede aktiviterne til at dække hele Danmark og begyndte også at investere i produktion af biogas.

### Biogas-satsning
Den 18. august 2014 skiftede selskabet navn til NGF Nature Energy, og året efter etablerede den sit første biogasanlæg, hvorefter selskabets udvikling tog fart. Det specialiserede sig i at etablere biogasanlæg i større skala, som kunne tage imod biomasse fra landmænd i hele lokalområdet.

### Ejerforhold indtil 2022
Før 2018 havde selskabet en gæld på 800 mio kr, og var på det tidspunkt ejet af de otte fynske kommuner Nordfyns Kommune, Nyborg Kommune, Svendborg Kommune, Middelfart Kommune, Kerteminde Kommune, Assens Kommune, Faaborg-Midtfyn Kommune og Odense Kommune.
De fynske kommuner solgte selskabet til et konsortium med den britiske kapitalfond Pioneer Point Partners som den største partner for 1,1 mia kr (800 mio kr gæld plus 335 millioner kr). I marts 2018 købte pensionsselskabet Sampension 20 % af NGF Nature Energy. Det fynske gasdistributionsnet blev også i marts 2018 solgt til det statslige selskab Energinet, der i forvejen ejede og drev store dele af de danske gas- og eldistributionsnet.
I april 2018 blev aktiviteterne med salg af naturgas til 60.000 privatkunder og virksomheder solgt til Energi Fyn, hvorefter Nature Energy udelukkende fokuserer på produktion af biogas.
I november 2018 opkøbte Nature Energy virksomheden Xergi i Støvring. Xergi er en af de største producenter af nøglefærdige biogasanlæg i Europa og har også afdelinger i Irland og Frankrig.

### Købt af Shell
I efteråret 2022 blev selskabet købt af Shell for 14 mia kr. Det var den næststørste handel nogensinde i den danske energisektor. På dette tidspunkt havde selskabet bygget 13 anlæg i Danmark og et enkelt i Nederland og var den suverænt største europæiske producent af biogas. Shell havde udset sig virksomheden som et vigtigt element i koncernens strategi til at blive klimaneutral i 2050, idet den ville bygge sin biogassatsning op omkring den danske virksomhed. Selskabet fortsatte sin ekspansion indenfor biogas, blandt andet ved at påbegynde opførelsen af et nyt biogasanlæg på Lolland. I 2025 meddelte Shell, at Nature Energy inden årets udgang ville skifte navn til Shell Low Carbon Solutions Biogas. Virksomheden havde på det tidspunkt omkring 550 ansatte.

## Organisation og ejerskab
Administrerende direktør er Ole Hvelplund, mens bestyrelsesformanden er Peter Gæmelke.
Blandt andre i bestyrelsen er Steen Parsholt og de i Storbritannien bosiddende Terrence Majid Tehranian og Sam Abboud.